# 法尔戈特号护航驱逐舰
法尔戈特号护航驱逐舰（英語：USS Falgout，舷号：DE-324），是美国海军于第二次世界大战期间建造的一艘埃德索尔级护航驱逐舰，其舰名取自在瓜达尔卡纳尔战役中阵亡的海军十字勋章获得者乔治·欧文·法尔戈特（George Irvin Falgout）二等兵。
该舰由法尔戈特二等兵的姐妹H·J·吉德里（H. J. Guidry）女士冠名，于1943年5月24日在德克萨斯州奥兰治联合钢铁厂铺设龙骨，随后于7月24日下水。11月15日，法尔戈特号正式服役，交由亨利·A·迈耶（Henry A. Meyer）少校指挥。

## 设计与装备
埃德索尔级护航驱逐舰的设计与巴克利级护航驱逐舰类似，均采用长船体并建有较高的舰桥。该级护航驱逐舰配备3英寸（76毫米）50倍径单装主炮，后续曾计划更换为5英寸（127毫米）38倍径主炮，但最终没有实际执行。该级护航驱逐舰由4台费尔班克斯-莫尔斯38D8-1/8-10内燃机提供动力，总功率最高可达6000匹马力，最高航速21节。其燃料舱可携带312吨重油，在12节航速下航程可达11000海里。此外，该级舰船还配备有较完善的侦查搜索系统，包括SL或SU水面雷达、SA对空雷达、QC声呐系统以及用于监听潜艇无线电的HF/DF天线。

## 服役历史
1943年12月4日，法尔戈特号在前往百慕大的途中发现了1艘来自图谢号油轮（SS Touchet）的救生艇，船员们从中救起了11名幸存者。完成试航调整后，法尔戈特号开始执行护航任务，1944年2月3日，她首次护送船团出发，此后直至1945年6月2日，她共护送8批船团跨越大西洋前往北非。
法尔戈特号的护航任务并非一直顺利，其护送的船团多次遇袭并有多艘船只沉没。1944年4月20日，法尔戈特号所属船团在地中海遭遇德军空袭，队内1艘弹药运输船爆炸、1艘驱逐舰沉没并有多艘商船受损。空袭结束后，数艘护航舰船受命停留以搜寻幸存者并护送受损船只前往阿尔及尔，法尔戈特号则护送其余运输舰继续前往比塞大。5月3日，船团返航途中又有1艘护航船只被鱼雷命中，被迫返回阿尔及尔接受紧急维修。5月5日，德军潜艇使用鱼雷击沉了队内另一艘护航舰船，法尔戈特号则护送剩余船只安全返回美国。第三次护航任务期间，法尔戈特号在直布罗陀海峡救起了4名坠海的德军飞行员。
1945年6月26日，法尔戈特号驶抵巴拿马运河，此后半年内，她先后造访尼加拉瓜和哥斯达黎加并在附近海域协助潜艇训练。12月18日，法尔戈特号返回南卡罗来纳州查尔斯顿，随后于1946年2月9日前往格林科夫斯普林斯封存，1947年4月18日，该舰正式退役并加入美国海军预备舰队。
1951年8月24日至1954年5月21日，法尔戈特号被租借至美国海岸警卫队，负责驻守华盛顿州塔科马海域。1955年6月30日，被改造为雷达哨戒驱逐舰DER-324的法尔戈特号重归现役，完成试航调整后，她于11月20日驶抵西雅图开始执行哨戒任务。1959年3月至1962年，法尔戈特号被调至太平洋执行哨戒任务，其母港也被相应更换为珍珠港。
1969年10月10日，法尔戈特号在马雷岛海军造船厂退役，1975年6月1日，她自美国海军除籍，随后于1977年1月12日在加利福尼亚外海被作为靶舰击沉。

## 荣誉
法尔戈特号服役期间所获荣誉如下：
|             |  |                                         |
| Bronze star |  | Bronze star                             |
|             |  | Silver star · Bronze star · Bronze star |
|             |  |                                         |

| 战斗行动奖章 | 美国战役奖章 |

| 欧洲-非洲-中东战役奖章 （1枚战斗之星） | 第二次世界大战胜利奖章 | 国防部服役奖章 （1枚战斗之星） |
| 韩国服役奖章                           | 武装部队远征奖章       | 越南服役奖章 （7枚战斗之星）   |
| 越南共和国英勇十字奖章                 | 联合国韩国服役奖章     | 越南战役奖章                   |

## 历任舰长
| 姓名       | 译名                     | 军衔 | 所属军种       | 任职时间                    |
| ---------- | ------------------------ | ---- | -------------- | --------------------------- |
|            | 亨利·A·迈耶              | 少校 | 美国海岸警卫队 | 1943年11月15日              |
|            | 小H·C·基恩               | 少校 | 美国海岸警卫队 | 1945年7月22日               |
|            | 博纳德·阿洛伊修斯·林哈德 | 少校 | 美国海军预备役 | 1946年5月8日-1947年8月14日  |
|            | G·R·罗林斯               | 中校 | 美国海岸警卫队 | 1951年8月24日-1954年5月     |
|            | 沃尔特·佩里·斯迈利       | 少校 | 美国海军       | 1955年6月30日               |
|            | 阿尔弗雷德·弗里曼·诺伍德 | 少校 | 美国海军       | 1957年2月11日               |
|            | 韦斯利·安东尼·格利森     | 中校 | 美国海军       | 1958年2月24日               |
|            | 詹姆斯·安德森·杰斯特     | 少校 | 美国海军       | 1959年5月2日                |
|            | 罗伯特·弗里德曼          | 少校 | 美国海军       | 1960年8月5日                |
|            | 小塞缪尔·李·格雷夫利     | 少校 | 美国海军       | 1962年1月31日               |
|            | 马太·J·布林              | 少校 | 美国海军       | 1963年6月7日                |
|            | 克拉伦斯·亨利·格雷夫     | 少校 | 美国海军       | 1965年3月3日                |
|            | 罗伯特·埃哈特·克莱       | 少校 | 美国海军       | 1966年3月9日                |
|            | 詹姆斯·W·哈里克          | 少校 | 美国海军       | 1968年3月10日               |
|            | 戈登·理查德·纳格勒       | 中校 | 美国海军       | 1969年4月10日-1969年6月30日 |
| 参考文献： |                          |      |                |                             |